# Sainte-Marie (Gers)
Sainte-Marie è un comune francese di 382 abitanti situato nel dipartimento del Gers nella regione dell'Occitania.

## Società

### Evoluzione demografica
Abitanti censiti